# 네오무기차 사건

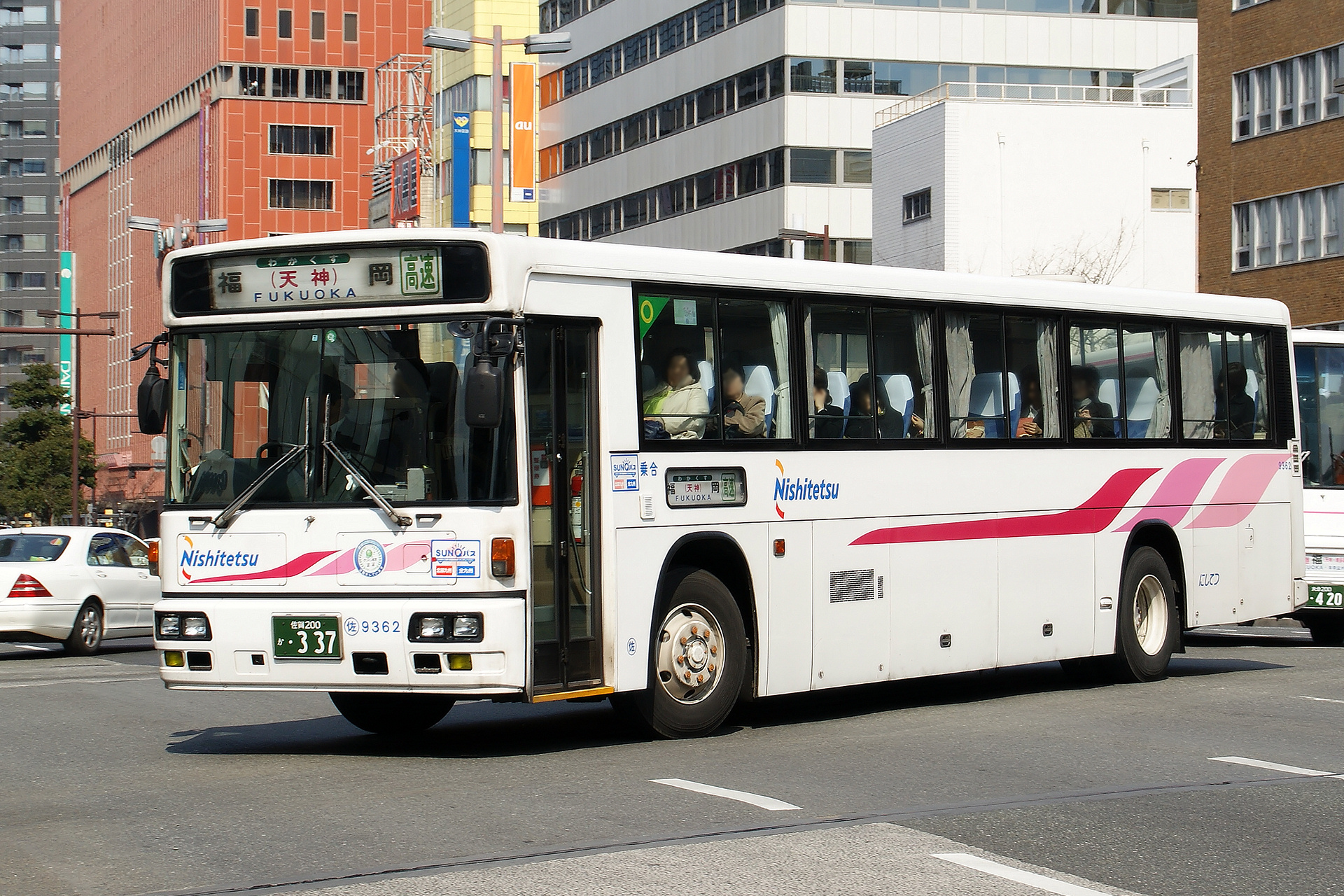
와카쿠스호

네오무기차 사건(일본어: ネオむぎ茶事件) 또는 니시테츠 고속버스 탈취 사건은 2000년, 일본에서 일어난 사건이다. 정신질환을 앓고 있던 한 소년이 2ch에 범행예고를 올리고서 부엌칼로 버스기사를 위협해 고속버스를 납치한 사건이다. 범인인 소년은 네오무기차라고 자칭했다.
2000년 5월 3일 12시 56분경, 당시 10대 청소년이었던 타니구치 세이이치(谷口誠一)가 칼을 들고 니시테츠 고속버스 소속 고속버스 "와카쿠스호(わかくす号)"를 탈취하여, 약 16시간 동안 인질극이 벌였다. 사건은 대치 끝에 특수급습부대(SAT)의 진압으로 종결되었으나, 인질극 과정에서 SAT 대원을 포함한 다수의 부상자가 발생하였고, 1명이 과다출혈로 인해 사망했다.

## 같이 보기
- 2ch